# Johan Wallin
Johan Albert Wallin (i riksdagen kallad Wallin i Midsommarkransen), född 13 augusti 1873 i Torshälla, död 23 juni 1947 i Stockholm, var en svensk kopparslagare och politiker (socialdemokraterna).
Johan Wallin var riksdagsledamot i andra kammaren för Svartlösa härads valkrets 1909-1911 och för Stockholms läns södra valkrets 1912-1914.